# Железнодорожный транспорт в Архангельской области
Железнодорожный транспорт в Архангельской области — одна из составляющих частей транспортной системы региона. Эксплуатационная длина железнодорожных путей общего пользования — 1771 километр, большая часть этих путей относится к Архангельскому отделению Северной железной дороги.

## История и перспективы
Развитие железных дорог на территории региона началось со строительством в 1894—1898 гг. железнодорожной линии Вологда — Архангельск, которая была первоначально выполнена в узкоколейном варианте (позднее она стала продолжением линии Москва — Ярославль — Вологда и была перешита на широкую колею); в 1899 году построена линия, соединившая Вятку с Котласом. В 1939—1941 гг. построена линия от Коноши на Воркуту (Печорская железная дорога). В 1970-е годы построена ветка от Архангельска на Карпогоры.
В перспективе на 2016—2030 гг. предполагается, что тупиковые линии Архангельск — Карпогоры и Сыктывкар — Микунь — Вендинга будут соединены и включены в железнодорожную магистраль Белкомур.

## Инфраструктура
Железнодорожные линии региона:
- Москва — Архангельск, ориентированная в меридиональном направлении; от границы с Вологодской областью через ст. «Коноша I — Няндома — Плесецкая — Обозерская»; от линии отходят тупиковые ветви «Исакогорка — Северодвинск — Нёнокса» (87 км)[3], и «Архангельск-Город — Карпогоры-Пассажирские» (212 км)[4], имеющая ведомственное продолжение на северо-восток до станции Явзорская[5], а также магистральная линия от Обозерской на Беломорск (причём поток поездов на ней в несколько раз больше, чем на линии от Обозерской на Архангельск).
- Москва — Воркута, ответвляющаяся от линии Москва — Архангельск в восточном направлении от ст. Коноша I через Котлас — Сольвычегодск (в посёлке Вычегодский) до границы с республикой Коми. От линии отходит тупиковая ветка на Великий Устюг. В Котласе — стыкование с магистральной меридиональной линией «Киров — Котлас»;
- Беломорск — Обозерская — магистральная широтная линия, соединяющая меридиональные линии Москва — Архангельск и Санкт-Петербург — Мурманск протяжённостью 352 км; западная часть находится на территории Республики Карелия, восточная — на территории Архангельской области; имеется ответвление «243 км — Онега» (26 км);
- Котлас — Киров — линия, ориентированная в меридиональном направлении, соединяющая Киров с Котласом и линией на Воркуту; по территории области проходит северный участок протяжённостью около 60 километров. Это вторая по времени постройки железная дорога в Архангельской области (1899 год);
- Микунь — Вендинга — тупиковая ветка, проходит в основном по территории Республики Коми, но участок примерно 20 километров («Вежайка — Еринь») проходит по территории Архангельской области.
- Заонежская железная дорога — тупиковая линия, ведёт на запад от станции Пукса.
- Мехреньгская железная дорога[6] — тупиковая линия, ведёт на восток от станции Пукса. Разобрана.
- Шоношская железная дорога[7] — тупиковая линия, ведёт на север от станции Юра. Разобрана.
- Ерцевская железная дорога[8] — тупиковая линия, ведёт на запад от станции Ерцево. Разобрана.
- Волошская железная дорога[9] — тупиковая линия, ведёт на северо-запад от станции Коноша I. Разобрана.
- Мезенская железная дорога[10] — тупиковая линия, строилась из Карпогор в Лешуконское и далее на Мезень, позднее была частично разобрана и сохранилась только на участке «Карпогоры — Явзорская» (посёлок Шангас).
- Железная дорога космодрома Плесецк[11] — тупиковая линия из трёх ветвей, ведёт на восток от станции Плесецкая, длина около 90 км.
- Конецгорская узкоколейная железная дорога[12] — узкоколейная железная дорога в Виноградовском районе Архангельской области, начинается в Рочегде;
- Кудемская узкоколейная железная дорога — лесовозная УЖД в городском округе «Северодвинск»
- Лойгинская узкоколейная железная дорога — третья по протяжённости узкоколейная железная дорога на пространстве бывшего СССР, находится в Устьянском районе Архангельской области и Тарногском районе Вологодской области
- Множество других ведомственных веток. Почти все они разобраны.
- Множество узкоколеек (многие из которых изолированные), большая часть их разобрана.

Единственная электрифицированная линия: «Вологда — Коноша — Обозерская — Беломорск».
Двухпутные линии: «Вологда — Коноша — Обозерская», «Коноша — Вересово», «Вельск — Котлас» (и далее на Микунь). Все остальные линии — однопутные.